# توني كونولي
توني كونولي (بالإنجليزية: Tony Connolly)‏ هو لاعب قذف أيرلندي، ولد في 5 أبريل 1941 في Blackrock, Cork ‏ في جمهورية أيرلندا.